# 舊亞歷山德里夫卡
50°25′17″N 28°22′55″E / 50.42139°N 28.38194°E
舊亞歷山德里夫卡（烏克蘭語：Стара Олександрівка）是烏克蘭北部日托米爾州日托米爾區普利尼市镇内的村落。面積2.2平方公里，海拔高度238米，2001年人口470，人口密度每平方公里213.44人。